# Piazza del Popolo

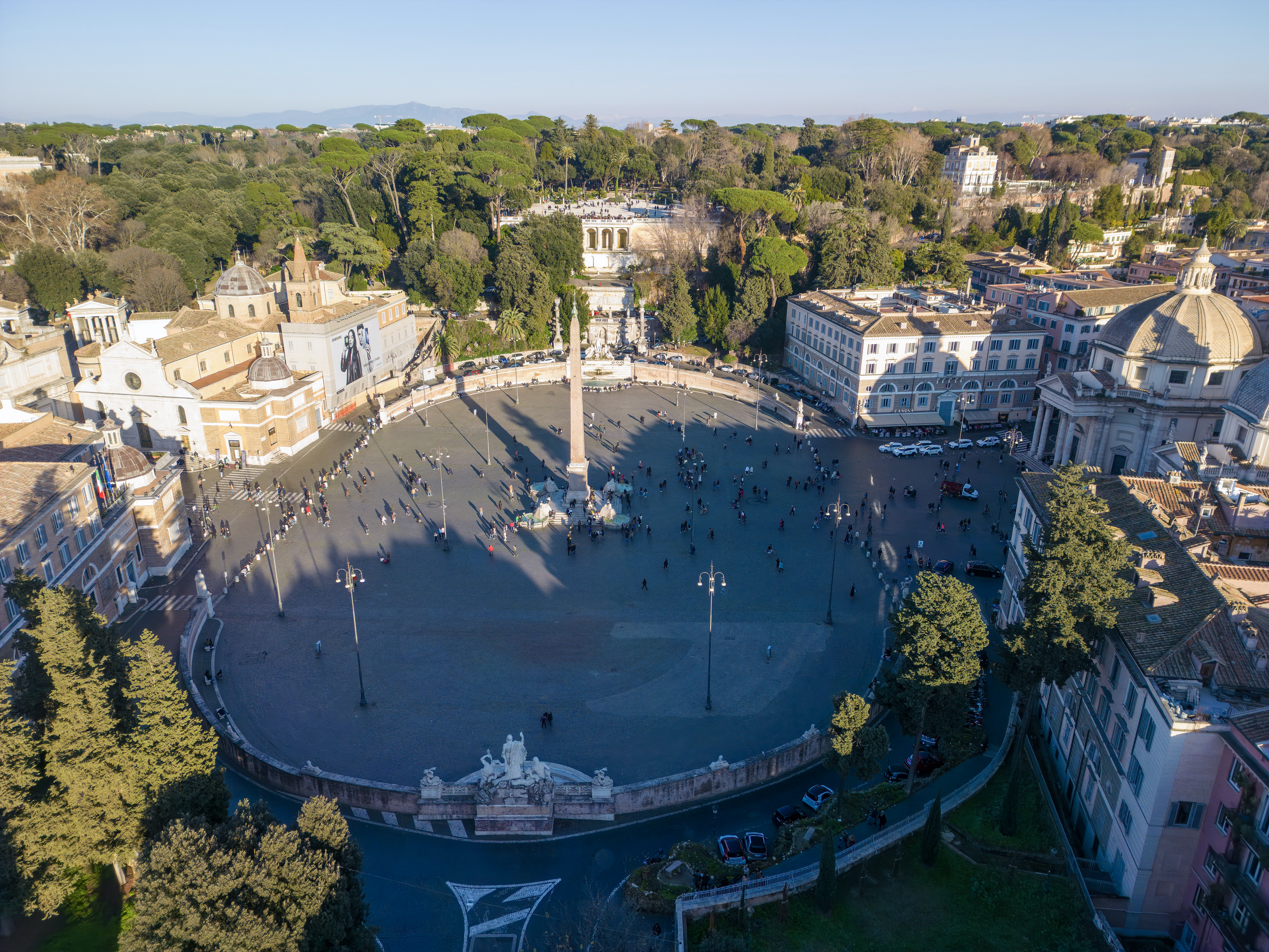
Piazza del Popolo.

Die Piazza del Popolo (Platz des Volkes nach der Kirche Santa Maria del Popolo) ist einer der berühmtesten Plätze in Rom. Er befindet sich im  IV. Rione und war seit der Antike der Platz, an dem der Besucher Rom betrat, wenn er von Norden über die Via Flaminia oder die Via Cassia in die Stadt reiste.

## Namensherkunft
Für die Erklärung des Namens gibt es verschiedene Überlieferungen. So soll der Name des Platzes daran erinnern, dass er mit dem Geld der römischen Bevölkerung errichtet wurde. Einer anderen Überlieferung zufolge erinnert der Name an die Pappeln, die früher hier standen. Nach einer dritten Theorie hat das Wort 'Popolo' nichts mit dem heutigen Wort 'Volk' zu tun, sondern ist ein älterer Begriff für eine Pfarrgemeinde.

## Straßenzüge
Von der Piazza del Popolo gehen seit dem 16. Jahrhundert die drei Hauptstraßen Via del Corso, Via del Babuino und Via di Ripetta aus, deren Straßenfächer als Tridente (Dreizack) bekannt ist.
- Die Via del Corso ist die einzige Straße, die einem Straßenzug der antiken Stadt Rom – nämlich der Via Flaminia – folgt. Sie endet an der Piazza Venezia in der Nähe des Kapitols und des Forum Romanum.
- Die Via di Ripetta führt seit 1518 zum ehemaligen Ripetta-Hafen am Tiber und weiter zum Vatikan.
- 1525 wurde als letzte der drei Straßen die Via Paolina angelegt, die heute als Via del Babuino zur Piazza di Spagna und weiter bis zur Basilika Santa Maria Maggiore führt.

## Gestaltung

Piranesi: Piazza del Popolo (1748)

Die heutige Gestaltung im neoklassizistischen Stil schuf zwischen 1811 und 1822 der Architekt Giuseppe Valadier. Dieser hatte bereits 1793 einen ersten Entwurf für den unter Papst Alexander VII. schon mehrfach umgebauten Platz eingereicht. In diesem Plan war ein trapezförmiger Platz vorgesehen, dessen kürzere Seite sich zur Via Flaminia hin orientieren sollte. Als Begrenzung der Längsseiten waren Garnisonsgebäude vorgesehen. Valadier folgte damit den Empfehlungen des Architekturtheoretikers Francesco Milizias, der mit einer gemischtlinigen Anlage Monotonie vermeiden wollte. Dieser Entwurf wurde jedoch bei der endgültigen Gestaltung völlig ignoriert. Valadier entwarf vielmehr zwei Halbkreise, die an Berninis Gestaltung des Petersplatzes erinnern.
In der Mitte der Piazza steht der Obelisco Flaminio, der zweitälteste und mit 23,90 m Höhe (mit Basis und Kreuz 36,50 m) der zweitgrößte ägyptische Obelisk in Rom. Im Norden steht das alte Stadttor, die Porta del Popolo an der Stelle der antiken Porta Flaminia, daneben die Kirche Santa Maria del Popolo, in deren angrenzendem Augustinerkloster Martin Luther während seines Aufenthaltes in Rom wohnte.
Im Süden stehen die berühmten Zwillingskirchen, links Santa Maria in Montesanto, die Carlo Rainaldi im 17. Jahrhundert im Auftrag Papst Alexanders VII. erbaute. Die Laterne dieses Kirchengebäudes stammt von Bernini. Rechts des Corso folgte Santa Maria dei Miracoli, an deren Bau auch Carlo Fontana beteiligt war. Eine Schwierigkeit für Rainaldi bestand darin, dass die beiden Bauplätze ungleich waren. Der linke Platz war wesentlich kleiner als der rechte. Er löste das Problem, indem er die linke Kuppel elliptisch, die rechte dagegen rund gestaltete.
Im Osten ragt der Pinciohügel auf, ein Park, im Norden des Hügels der Villa Borghese gelegen. Der von Valadier gestaltete Brunnen stellt die Göttin Roma mit den Flüssen Tiber und Aniene dar. Auf der gegenüberliegenden Seite des Platzes gestaltete Valadier einen Brunnen mit Neptun und zwei Tritonen. Ebenfalls von diesem Architekten stammt der Löwenbrunnen in der Mitte des Platzes.

Ansichten nach Westen, nach Norden, nach Osten und nach Süden
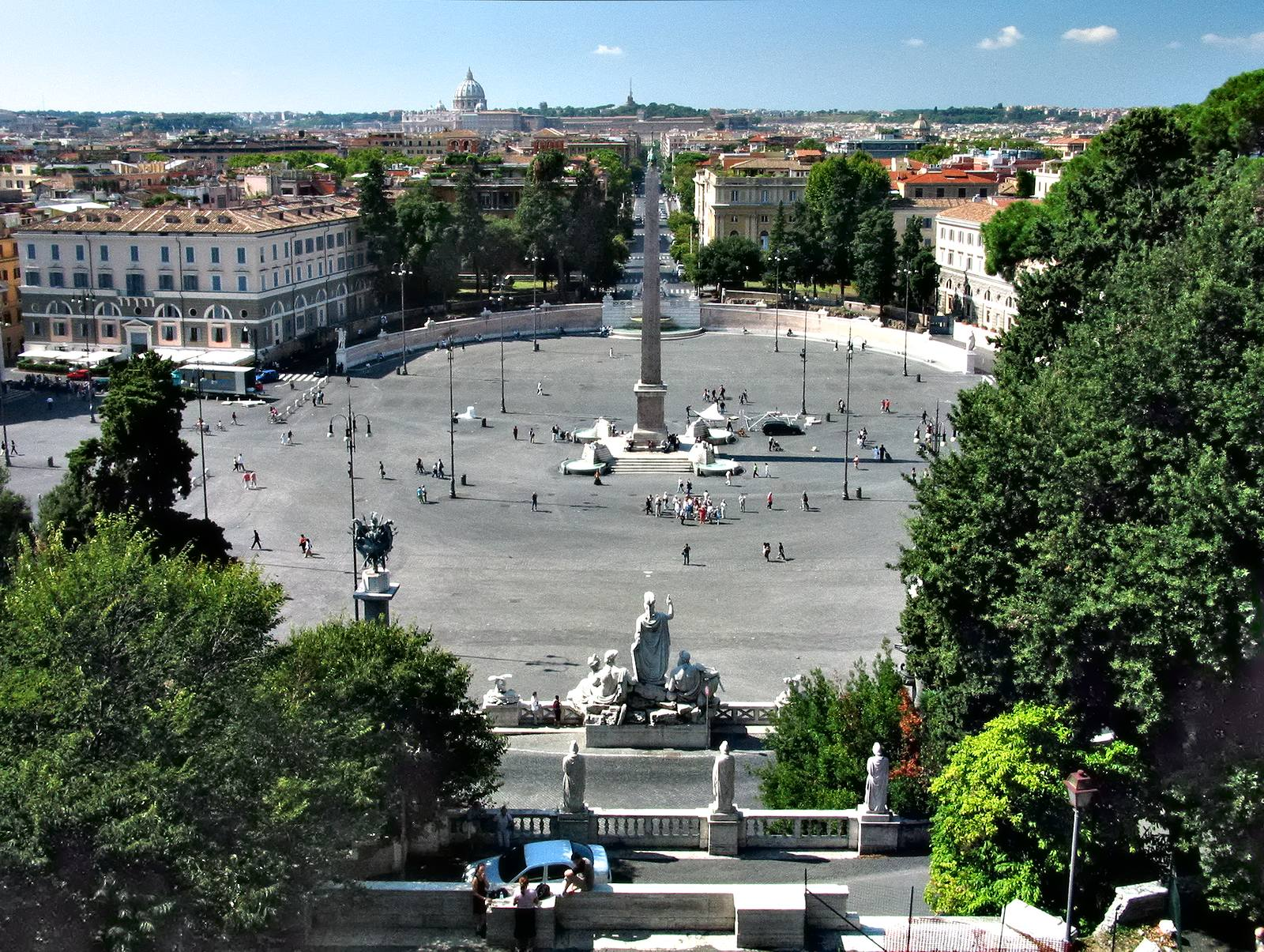
Piazza del Popolo vom Pincio (Blick Richtung Westen)
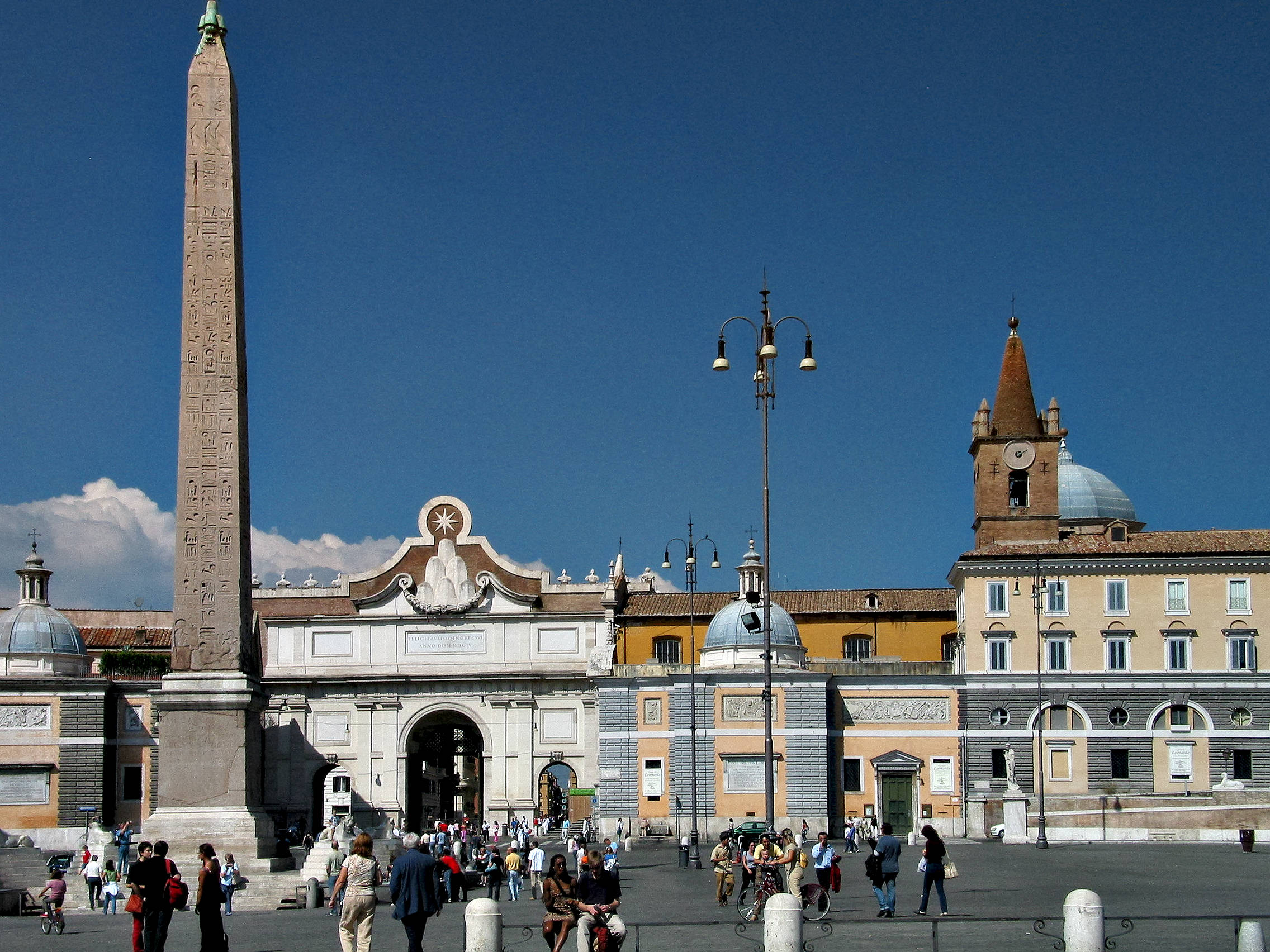
Piazza del Popolo (Blick Richtung Norden mit Porta del Popolo und Santa Maria del Popolo)
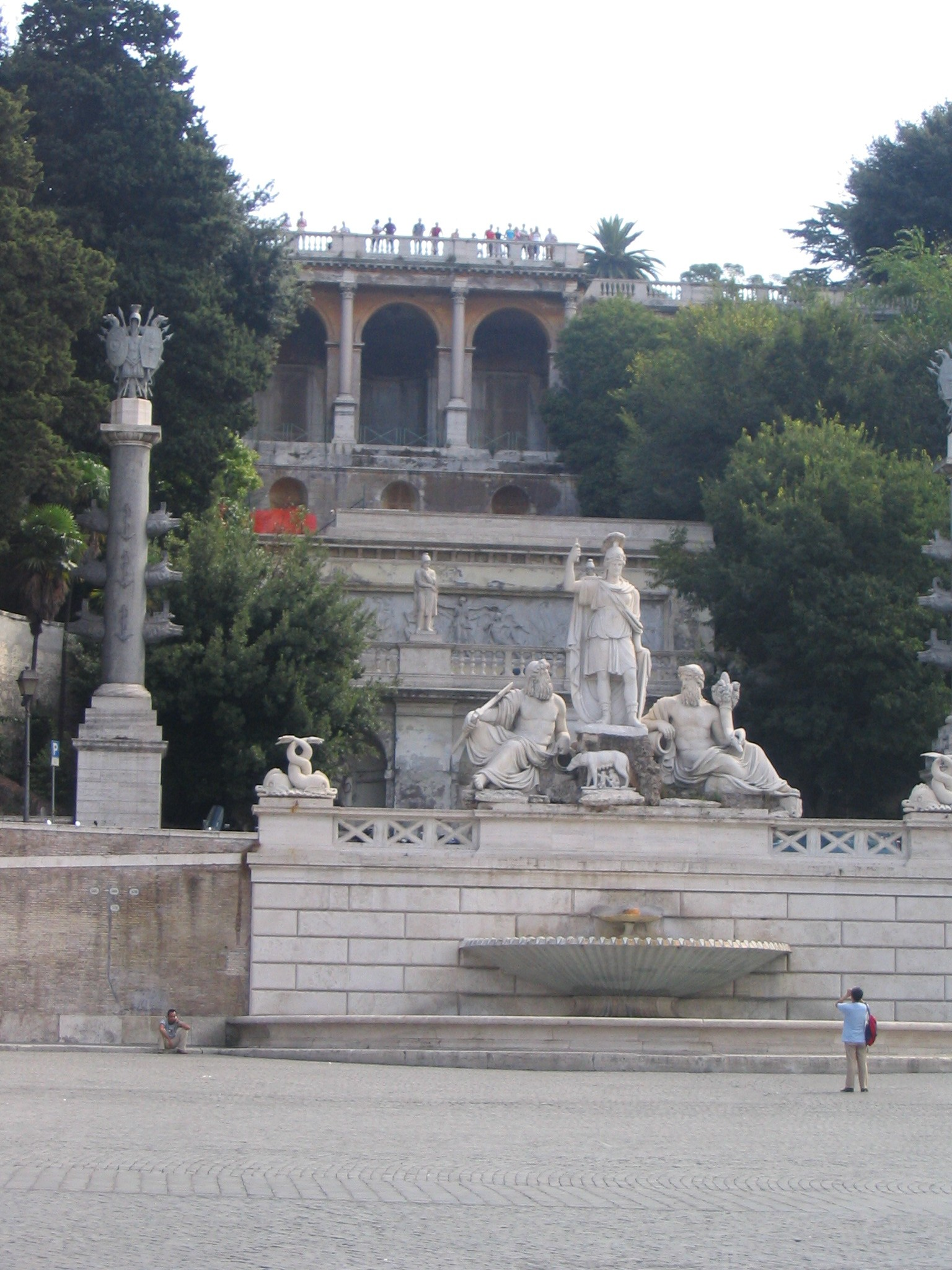
Piazza del Popolo Blick Richtung Osten zum Pincio
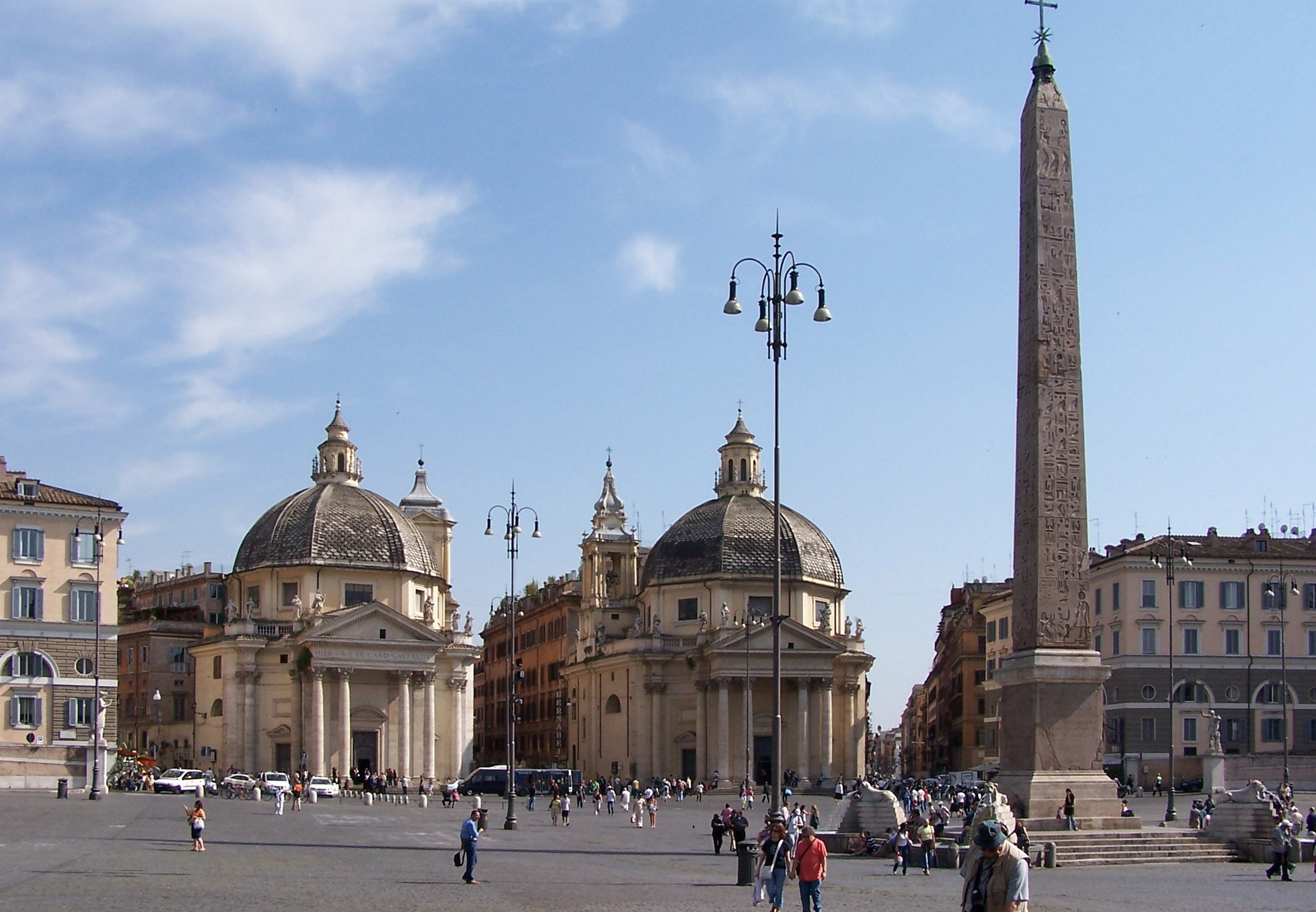
Piazza del Popolo (Blick Richtung Süden mit Santa Maria di Monte Santo, Santa Maria dei Miracoli und Obelisk)